# Хино (Тоттори)
Хино (яп. 日野町 Хино-тё:) — посёлок в Японии, находящийся в уезде Хино префектуры Тоттори. Площадь посёлка составляет 134,02 км², население — 3398 человек (1 августа 2014), плотность населения — 25,35 чел./км².

## Географическое положение
Посёлок расположен на острове Хонсю в префектуре Тоттори региона Тюгоку. С ним граничат город Ниими, посёлки Нитинан, Кофу, Хоки, Намбу и село Синдзё.

## Население
Население посёлка составляет 3398 человек (1 августа 2014), а плотность — 25,35 чел./км². Изменение численности населения с 1980 по 2005 годы:
| 1980 | 6092 чел. |  |
| 1985 | 5792 чел. |  |
| 1990 | 5377 чел. |  |
| 1995 | 4921 чел. |  |
| 2000 | 4516 чел. |  |
| 2005 | 4185 чел. |  |

## Символика
Деревом посёлка считается криптомерия, цветком — рододендрон, птицей — мандаринка.